# Laurens Melotte
Laurens Mélotte (Leuven, 6 november 1985) is een Belgisch voetballer.
Hij begon te voetballen op jonge leeftijd bij R.S.C. Walshoutem, waar hij ook woont. Niet veel later zouden de talentscouts van Sint-Truidense VV hem komen wegplukken om hem een kans te geven op een hoger niveau te voetballen. Na enkele jaren verkaste Mélotte, die nog steeds geboekstaafd staat als een groot talent, naar de jeugd van RSC Anderlecht. Drie jaar lang speelde hij ook bij de nationale jeugdreeksen wat hem verschillende caps opleverde en interesse van buitenlandse clubs. Na twee jaar A-kern verliet hij R.S.C.A. voor het inmiddels failliete Koninklijke Beringen Heusden-Zolder. Op 19- jarige leeftijd koos hij voor zijn studies en ging hij rechten studeren aan de Katholieke Universiteit Leuven. Na passages bij Willebroek Meerhof en Londerzeel, speelt Mélotte op dit moment voor Tempo Overijse in 4e klasse B.
Ook naast het veld scoort Mélotte, aangezien hij al te bewonderen viel op modeshows in Milaan en meermaals fungeert als model voor Dirk Bikkembergs.

## Loopbaan
| Seizoen | Club                   | Competitie    | Wedst | Goals |
| ------- | ---------------------- | ------------- | ----- | ----- |
| 2003/04 | RSC Anderlecht         | Eerste Klasse | 0     | 0     |
| 2004/05 | Heusden-Zolder         | Tweede Klasse | 0     | 0     |
| 2005/06 | KVC Willebroek-Meerhof | Derde Klasse  | 27    | 0     |
| 2006/07 | KVC Willebroek-Meerhof | Derde Klasse  | 24    | 0     |
| 2007/08 | KVC Willebroek-Meerhof | Derde Klasse  | 23    | 0     |
| 2008/09 | Londerzeel SK          | Derde Klasse  | 20    | 2     |
| 2009/10 | Tempo Overijse         | Vierde Klasse | 23    | 2     |